# W. Mott Hupfel III
W. Mott Hupfel III (* 1967) ist ein US-amerikanischer Schauspieler und Kameramann.

## Leben
Mott Hupfel machte seinen Abschluss mit Auszeichnung an der New York University. Seine Mutter ist „director of support services“ im Delaware Art Museum, der Vater ging als Vizepräsident der Wilmington Trust Company in Rente.

## Filmografie (Auswahl)
Darsteller
- 1993: Rift (als Rock-’n’-Roll-Fahrer)
- 2006: Love Me, Love Me, Love Me (als Ehemann)

Kameramann
- 1994: A Friend of Dorothy (Kurzfilm)
- 1996: Use Your Head
- 1996: Tipped (Kurzfilm)
- 1998: Upright Citizens Brigade (Fernsehserie, zehn Episoden)
- 1998: Frat House
- 1999: Full Blast
- 1999: Stung (Kurzfilm)
- 2001: The American Astronaut
- 2005: The Notorious Bettie Page
- 2006: The Mission of Burma Story: Not a Photograph
- 2007: Die Geschwister Savage
- 2008: Canterbury’s Law (Fernsehserie, Folge 1x01)
- 2009: Nurse Jackie (Fernsehserie, Folge 1x01)
- 2010: Jack in Love
- 2011: Don’t Ask, Don’t Tell
- 2011: Swan Dive (Kurzfilm)
- 2013: Das Wunder von New York
- 2014: Cobbler – Der Schuhmagier (The Cobbler)
- 2015: Unsettled Matter (Kurzfilm)
- 2016: Modern Houses (Kurzfilm)
- 2017: Eating Animals
- 2020: The Last Shift
- 2023: Maggie Moore(s)